# 4-Methoxybenzylchlorid
4-Methoxybenzylchlorid ist eine chemische Verbindung, die sich sowohl vom Anisol als auch vom Benzylchlorid ableitet.

## Gewinnung und Darstellung
4-Methoxybenzylchlorid wird aus Anisalkohol gewonnen, indem dieses mit Thionylchlorid in Diethylether 3 Stunden bei Raumtemperatur gerührt wird. Dabei wird die Hydroxygruppe gegen ein Chloratom ausgetauscht.

## Eigenschaften
4-Methoxybenzylchlorid hat einen Flammpunkt von 109 °C.